# Beatrix Holéczy
Beatrix Holéczy (* 19. Mai 1972 in Budapest) ist eine ehemalige ungarische Biathletin.
Beatrix Holéczy lebt in Budapest und startete für den Micro Sportclub. Sie nahm erstmals an einer internationalen Meisterschaft teil, als Frauen 1992 in Albertville erstmals an olympischen Biathlonrennen teilnehmen konnten. Bei ihrem ersten Großereignis kam sie sofort in allen drei Rennen zum Einsatz. Im Sprint wurde sie 66., im Einzel 58. und mit Brigitta Bereczki und Kathalin Czifra in der Staffel 16. Es folgten die Biathlon-Weltmeisterschaften 1993 in Borowetz, wo sie 62. des Einzels, 74. des Sprints, mit Anna Bozsik, Brigitta Bereczki und Maria Vadas als Schlussläuferin der Staffel 14. und mit Edit Palko, Maria Vadas und, Brigitta Beresczki 13. im Mannschaftswettbewerb. Ein Jahr später startete Holéczy zum zweiten Mal bei Olympischen Spielen und wurde 61. des Einzels und mit Anna Bozsik, Brigitta Bereczki und Éva Szemcsák Staffel-Siebzehnte. Letzte internationale Meisterschaft wurden die Biathlon-Weltmeisterschaften 1993 in Antholz. Holéczy wurde 68. des Einzels und mit Anna Bozsik, Éva Szemcsák und Zsuzsanna Bekecs als Schlussläuferin 18. im Staffelrennen. Nach der Saison beendete sie ihre Karriere.

## Biathlon-Weltcup-Platzierungen
Die Tabelle zeigt alle Platzierungen (je nach Austragungsjahr einschließlich Olympische Spiele und Weltmeisterschaften).
- 1.–3. Platz: Anzahl der Podiumsplatzierungen
- Top 10: Anzahl der Platzierungen unter den ersten zehn (einschließlich Podium)
- Punkteränge: Anzahl der Platzierungen innerhalb der Punkteränge (einschließlich Podium und Top 10)
- Starts: Anzahl gelaufener Rennen in der jeweiligen Disziplin
- Staffel: inklusive Mixed-Staffel

| Platzierung | Einzel | Sprint | Verfolgung | Massenstart | Team | Staffel | Gesamt |
| --- | ------ | ------ | ---------- | ----------- | ---- | ------- | ------ |
| 1. Platz |        |        |            |             |      |         |        |
| 2. Platz |        |        |            |             |      |         |        |
| 3. Platz |        |        |            |             |      |         |        |
| Top 10 |        |        |            |             |      |         |        |
| Punkteränge |        |        |            |             | 1    | 4       | 5      |
| Starts | 13     | 11     |            |             | 1    | 4       | 29     |
| Stand: Karriereende, Daten möglicherweise nicht komplett, einschließlich Weltmeisterschaften und Olympischer Spiele |        |        |            |             |      |         |        |